# Lijst van liedjes door LikeMe
Deze lijst toont de liedjes die gezongen werden door de cast van #LikeMe, een Vlaamse muzikale reeks van Fabric Magic en Ketnet.
In de eerste reeks werden in totaal 112 liedjes uitgebracht en gecoverd (met uitzondering van de titelsong "#LikeMe").

## Liedjes

### Lijst van liedjes in#LikeMereeks 1 - seizoen 1
| Titel                                              | Originele artiest          | Uitgevoerd door                                  | Aflevering          |
| -------------------------------------------------- | -------------------------- | ------------------------------------------------ | ------------------- |
| "#LikeMe"                                          | #LikeMe                    | Caro                                             | /                   |
| "'t Is weer voorbij die mooie zomer"               | Gerard Cox                 | Caro, Camille en Vince & #LikeMe Cast            | 1. "#NewLife"       |
| "Ik ben blij dat ik je niet vergeten ben"          | Joost Nuissl               | Titin en Caro                                    | 1. "#NewLife"       |
| "Een vrouw"                                        | Opium                      | Camille, Nona, Merel, Julie & Eline              | 2. "#Friends"       |
| "Porselein"                                        | Yasmine                    | Caro                                             | 2. "#Friends"       |
| "De allereerste keer"                              | Rita Deneve                | Caro, Yemi & Kyona                               | 3. "#Paparazzi"     |
| "Diep"                                             | Get Ready!                 | Vince, Yemi en de andere jongens                 | 3. "#Paparazzi"     |
| "Vurige tongen"                                    | Philippe Robrecht          | Camille                                          | 4. "#DoubleTrouble" |
| "Vlinder"                                          | Lisa del Bo                | Yemi, Kyona & Kristel                            | 4. "#DoubleTrouble" |
| "Baby baby"                                        | Nicole & Hugo              | Vince & Camille                                  | 5. "#QualityTime"   |
| "Laat me nu toch niet alleen"                      | Johan Verminnen            | Kristel & Caro                                   | 5. "#QualityTime"   |
| "Allemaal"                                         | Wim Soutaer                | Vince, Yemi, Caro, Camille en de andere jongeren | 6. "#Auditions"     |
| "Moeder, ik wil bij de revue"                      | Wim Sonneveld              | Philippe                                         | 6. "#Auditions"     |
| "'k Heb je lief"                                   | Paul de Leeuw              | Vince & Caro                                     | 7. "#Drama"         |
| "Het is over"                                      | Mama's Jasje               | Camille, Nona, Merel, Julie & Eline              | 7. "#Drama"         |
| "Ik wil je"                                        | De Kreuners                | Vince, Yemi, Caro, Camille, Lenn & #LikeMe Cast  | 8. "#CurtainCall"   |
| "Afscheid van een vriend"                          | Clouseau                   | Peter en Caro                                    | 8. "#CurtainCall"   |
| "Kon ik maar even bij je zijn"                     | Gordon                     | Yemi & Kyona                                     | 9. "#Goodbye"       |
| "Hoop doet leven"                                  | Will Tura                  | Yemi, Kyona & Caro                               | 9. "#Goodbye"       |
| "Leef"                                             | Han van Eijk               | Camille, Lenn & #LikeMe Cast                     | 10. "#QueenBee"     |
| "Alle mooie mannen zijn zo lelijk (als ik je zie)" | Margriet Hermans           | Olivier & Philippe                               | 10. "#QueenBee"     |
| "Meisjes"                                          | Raymond van het Groenewoud | Vince, Lenn, Camille, Nona, Merel & #Likeme Cast | 11. "#Future"       |
| "Zeg 'ns meisje"                                   | Paul Severs                | Yemi & Kyona                                     | 11. "#Future"       |
| "Uit m'n bol"                                      | André Hazes                | Karel & #LikeMe Cast                             | 12. "#PromNight"    |
| "Voor haar"                                        | Gene Thomas                | Vince                                            | 12. "#PromNight"    |
| "Mooi weer vandaag"                                | Bart Kaëll                 | #LikeMe Cast                                     | 13. "#TheEnd"       |
| "Lichtjes van de Schelde"                          | Bobbejaan Schoepen         | Titin & Caro                                     | 13. "#TheEnd"       |

### Lijst van liedjes in#LikeMereeks 1 - seizoen 2
| Titel                         | Originele artiest          | Uitgevoerd door                                              | Aflevering           |
| ----------------------------- | -------------------------- | ------------------------------------------------------------ | -------------------- |
| "J'aime la vie"               | Sandra Kim                 | Caro, Vince & #LikeMe Cast                                   | 1. "#NewBeginning"   |
| "Ik ben verliefd op jou"      | Paul Severs                | Yemi                                                         | 1. "#NewBeginning"   |
| "Goeiemorgen, morgen"         | Nicole & Hugo              | Philippe, Olivier & Vince                                    | 2. "#BackHome"       |
| "Oempalapapero"               | Marva                      | Titin                                                        | 2. "#BackHome"       |
| "'k Voel me goed"             | Johan Verminnen            | Scott                                                        | 3. "#Awkward"        |
| "Soldiers of love"            | Liliane Saint-Pierre       | Maria                                                        | 3. "#Awkward"        |
| "Ik hou van jou"              | Maribelle                  | Caro                                                         | 4. "#Rivalry"        |
| "Hou me vast"                 | Rob de Nijs                | Kristel                                                      | 4. "#Rivalry"        |
| "Opzij, opzij"                | Herman van Veen            | Vince, Scott en de andere jongens                            | 5. "#TheTruth"       |
| "Verdronken vlinder"          | Boudewijn de Groot         | Vince                                                        | 5. "#TheTruth"       |
| "Mooi 't leven is mooi"       | Will Tura                  | Karel Wolfs & #LikeMe Cast                                   | 6. "#DigitalDetox"   |
| "Samen zijn"                  | Willeke Alberti            | Caro & Vince (cd-versie: Caro, Vince, Camille, Yemi & Maria) | 6. "#DigitalDetox"   |
| "Zij heeft stijl"             | De Kreuners                | Camille                                                      | 7. "#TheProposal"    |
| "Trouw met mij"               | Hugo Matthysen             | Olivier                                                      | 7. "#TheProposal"    |
| "Zie ze doen"                 | Niels William              | Camille, Maria & #LikeMe Cast                                | 8. "#TheHardGoodbye" |
| "Je hebt een vriend"          | K3                         | Caro, Maria & Yemi                                           | 8. "#TheHardGoodbye" |
| "Ademloos"                    | Sha-Na                     | Camille                                                      | 9. "#Day@thebeach"   |
| "Gewoon maar mijn zin"        | Bart Van den Bossche       | Caro & Scott                                                 | 9. "#Day@thebeach"   |
| "Ik ben de man"               | Raymond van het Groenewoud | Philippe & Saskia                                            | 10. "#Crash"         |
| "Zij is van mij"              | Clouseau                   | Vince & Scott                                                | 10. "#Crash"         |
| "Ik weet wat ik wil"          | Isabelle A                 | Merel & #LikeMe Cast                                         | 11. "#JustFriends"   |
| "Jij bent zo"                 | Jeroen van der Boom        | Caro & Vince                                                 | 11. "#JustFriends"   |
| "Liefde is een kaartspel"     | Lisa del Bo                | Saskia & Philippe                                            | 12. "#Bridezilla"    |
| "Leef"                        | Sam Bettens                | Camille, Free & Monique                                      | 12. "#Bridezilla"    |
| "Afscheid nemen bestaat niet" | Marco Borsato              | Caro & Kristel                                               | 13. "#TheWedding"    |
| "Het allermooiste"            | Garry Hagger               | Yemi, Olivier, Philippe, Caro, Vince & #LikeMe Cast          | 13. "#TheWedding"    |

### Lijst van liedjes in#LikeMereeks 1 - seizoen 3
| Titel                            | Originele artiest          | Uitgevoerd door            | Aflevering            |
| -------------------------------- | -------------------------- | -------------------------- | --------------------- |
| "Laat de zon in je hart"         | Willy Sommers              | Merel & Nona               | 1. "#Sayonara"        |
| "Zondag"                         | Rob de Nijs                | Caro & Vince               | 1. "#Sayonara"        |
| "Mijn schoolgaande jeugd"        | Raymond van het Groenewoud | Karel Wolfs                | 2. "#SomethingWicked" |
| "Nee oh nee"                     | De Kreuners                | Emma                       | 2. "#SomethingWicked" |
| "Een vrouw is"                   | Luc Steeno                 | Vince en de andere jongens | 3. "#99Problems"      |
| "Er is geen één zoals jij"       | Bart Peeters               | Yemi & Maria               | 3. "#99Problems"      |
| "Wij zijn goed bezig"            | De Planckaerts             | #LikeMeCast                | 4. "#HelpingHands"    |
| "De Roos"                        | Ann Christy                | Caro                       | 4. "#HelpingHands"    |
| "Ochtendgymnastiek"              | Samson en Gert             | #LikeMe Cast               | 5. "#NoFilter"        |
| "Ik voel me zo verdomd alleen"   | Danny de Munk              | Scott                      | 5. "#NoFilter"        |
| "Is dit alles"                   | Doe Maar                   | Olivier, Philippe & Vince  | 6. "#GalaDrama"       |
| "Dans je de hele nacht met mij?" | Karin Kent                 | Emma & Caro                | 6. "#GalaDrama"       |
| "Niets houdt me tegen"           | Margriet Hermans           | Maria, Caro & Yemi         | 7. "#RealMen"         |
| "Boem"                           | Bart Van den Bossche       | Karel Wolfs & Titin        | 7. "#RealMen"         |
| "Halloween"                      | M-Kids                     | #LikeMe Cast               | 8. "#TrashFight"      |
| "Laat me"                        | Ramses Shaffy              | Yemi                       | 8. "#TrashFight"      |
| "Schone schijn"                  | Kommil Foo                 | Emma                       | 9. "#AstarisBorn"     |
| "Boven de wolken"                | Will Tura                  | Vince & Caro               | 9. "#AstarisBorn"     |
| "Niets voor niets"               | Mama's Jasje               | Vince en de andere jongens | 10. "#Gamechanger"    |
| "De tegenpartij"                 | Clouseau                   | Maria                      | 10. "#Gamechanger"    |
| "Dansen voor jou"                | Isabelle A                 | Caro                       | 11. "#Rave"           |
| "Ik wou dat ik jou was"          | Veldhuis & Kemper          | Yemi & Scott               | 11. "#Rave"           |
| "Afscheid"                       | Volumia!                   | Vince                      | 12. "#SorryNotSorry"  |
| "Wie"                            | Marco Borsato              | #LikeMe Cast               | 12. "#SorryNotSorry"  |
| "Iedereen maakt wel eens fouten" | Paul Severs                | Emma & #LikeMe Cast        | 13. "#BetterTogether" |
| "Samen staan we sterk"           | Stef Bos                   | Caro & #LikeMe Cast        | 13. "#BetterTogether" |

### Lijst van liedjes in#LikeMereeks 1 - seizoen 4
| Titel                                      | Originele artiest             | Uitgevoerd door                 | Aflevering          |
| ------------------------------------------ | ----------------------------- | ------------------------------- | ------------------- |
| "België"                                   | Het Goede Doel                | Camille                         | 1. "#FinalStart"    |
| "Optimist"                                 | Christoff                     | Caro, Vince, Emma, Yemi & Maria | 1. "#FinalStart"    |
| "Dat ik je mis"                            | Maaike Ouboter                | Caro                            | 2. "#Bucketlist"    |
| "Banger hart"                              | Rob de Nijs                   | Yemi & Jonas                    | 2. "#Bucketlist"    |
| "Zo macho"                                 | Jimmy B                       | Vince en de andere jongens      | 3. "#FollowMe"      |
| "Een vriend"                               | Margriet Hermans              | Caro                            | 3. "#FollowMe"      |
| "Alles kan een mens gelukkig maken"        | Het Goede Doel en René Froger | Maria & Camille                 | 4. "#PoorMe"        |
| "Dag vreemde man"                          | Ann Christy                   | Camille & Monique               | 4. "#PoorMe"        |
| "Spring"                                   | Spring                        | Emma                            | 5. "#TellMeMore"    |
| "Rood"                                     | Marco Borsato                 | Yemi                            | 5. "#TellMeMore"    |
| "Per spoor"                                | Guus Meeuwis                  | Caro, Vince, Emma, Yemi & Maria | 6. "#Rollercoaster" |
| "Papa"                                     | Stef Bos                      | Vince                           | 6. "#Rollercoaster" |
| "Ik heb zo waanzinnig gedroomd"            | Kinderen voor Kinderen        | Caro                            | 7. "#ItsMyParty"    |
| "Avond"                                    | Boudewijn de Groot            | Karel Wolfs                     | 7. "#ItsMyParty"    |
| "Verlangen"                                | Clouseau                      | Emma & Scott                    | 8. "#Ootd"          |
| "Ik krijg een heel apart gevoel vanbinnen" | Corry Konings                 | Suzanne                         | 8. "#Ootd"          |
| "Hart verloren"                            | K3                            | Yemi                            | 9. "#NeverForget"   |
| "Da's een goeie vraag"                     | Yasmine                       | Caro                            | 9. "#NeverForget"   |
| "Oh little darling"                        | Paul Severs                   | Vince                           | 10. "#TruthBombs"   |
| "Ik, jij, hij of zij"                      | Clouseau                      | Maria & Camille                 | 10. "#TruthBombs"   |
| "Get up!"                                  | Jill & Lauren                 | #LikeMe Cast                    | 11. "#Lost"         |
| "Teken van leven"                          | Mama's Jasje                  | Caro & #LikeMe Cast             | 11. "#Lost"         |
| "Suzanne"                                  | VOF de Kunst                  | Peter & Suzanne                 | 12. "#Blessed"      |
| "2 meisjes"                                | Raymond van het Groenewoud    | Caro                            | 12. "#Blessed"      |
| "Mag ik dan bij jou"                       | Claudia de Breij              | Caro & Vince                    | 13. "#HelloGoodbye" |
| "Ik blijf bij jou"                         | Günther Neefs                 | #LikeMe Cast                    | 13. "#HelloGoodbye" |

### Lijst van liedjes in#LikeMereeks 1 - Winterspecial
| Titel                        | Originele artiest | Uitgevoerd door                          | Aflevering                      |
| ---------------------------- | ----------------- | ---------------------------------------- | ------------------------------- |
| "December"                   | Abel              | Caro                                     | 1. "Winterspecial Aflevering 1" |
| "Het kleine paradijs"        | Dana Winner       | Caro, Vince, Camille, Yemi & Maria       | 1. "Winterspecial Aflevering 1" |
| "Toveren"                    | Herman van Veen   | Caro, Vince, Camille, Yemi & Maria       | 2. "Winterspecial Aflevering 2" |
| "Als de muren konden praten" | Will Tura         | Leon, Caro, Vince, Camille, Yemi & Maria | 2. "Winterspecial Aflevering 2" |

### Lijst van liedjes in#LikeMereeks 1 - zomerclips
| Titel                 | Originele artiest | Uitgevoerd door                                  | Jaar |
| --------------------- | ----------------- | ------------------------------------------------ | ---- |
| "Vlaanderen m'n land" | Will Tura         | Caro, Vince, Camille, Yemi & Kyona               | 2019 |
| "Laat ons een bloem"  | Louis Neefs       | Caro, Vince, Camille, Yemi, Kyona, Maria & Scott | 2020 |
| "Gelukkig zijn"       | Ann Christy       | Caro, Vince, Camille, Yemi, Maria & Scott        | 2021 |

### Lijst van liedjes in#LikeMereeks 2 - seizoen 1
| Titel                                  | Originele artiest          | Uitgevoerd door           | Aflevering             |
| -------------------------------------- | -------------------------- | ------------------------- | ---------------------- |
| "Ik ben #LikeMe"                       | #LikeMe                    | Mia                       | /                      |
| "Duizend dromen worden waar"           | Ann Christy                | Mia                       | 1. "#Firstimpressions" |
| "Zomernacht"                           | Leopold 3                  | Mia & Oscar               | 1. "#Firstimpressions" |
| "Daarom zeg ik nee"                    | Günther Neefs              | Raoul                     | 2. "#Justasking"       |
| "Meisjes aan de macht"                 | Yasmine                    | Louise                    | 2. "#Justasking"       |
| "In de plooi"                          | Bart Peeters               | Oscar                     | 3. "#Closetcase"       |
| "Heb je even voor mij"                 | Frans Bauer                | #LikeMe Cast              | 3. "#Closetcase"       |
| "Papapa"                               | K3                         | Louise                    | 4. "#Papamia"          |
| "Terug naar de kust"                   | Maggie MacNeal             | Mia                       | 4. "#Papamia"          |
| "Vrijgezel"                            | Benny Neyman               | Manu                      | 5. "#Upcycling"        |
| "Meisjes"                              | Toast                      | Oscar & Sem               | 5. "#Upcycling"        |
| "Laat mij gerust"                      | Bab                        | Raoul                     | 6. "#Overboard"        |
| "Zeil je voor het eerst"               | Bart Kaëll                 | Mia, Louise, Jules & Manu | 6. "#Overboard"        |
| "Nooit genoeg"                         | De Mens                    | Jules                     | 7. "#Showtime"         |
| "Jong"                                 | Spring                     | #LikeMe Cast              | 7. "#Showtime"         |
| "Elke keer opnieuw"                    | The Championettes          | Mia & Louise              | 8. "#Itsmyparty"       |
| "Als ze lacht"                         | Yevgueni                   | Sem                       | 8. "#Itsmyparty"       |
| "De bom"                               | Doe Maar                   | #LikeMe Cast              | 9. "#Reconstruction"   |
| "Eigen zin"                            | Get Ready!                 | Raoul                     | 9. "#Reconstruction"   |
| "Trek het je niet aan"                 | Raymond van het Groenewoud | Sem                       | 10. "#Dontspeak"       |
| "Breek de stilte"                      | Stef Bos en Bob Savenberg  | Mia & Manu                | 10. "#Dontspeak"       |
| "Als de rook om je hoofd is verdwenen" | Boudewijn de Groot         | Mia, Louise & Jules       | 11. "#Abandonship"     |
| "Het kan niet zijn"                    | Will Tura                  | Oscar                     | 11. "#Abandonship"     |
| "Maak me gek"                          | Gerard Joling              | Lio & Sem                 | 12. "#Idontcare"       |
| "Hou me vast"                          | Volumia!                   | Raoul                     | 12. "#Idontcare"       |
| "Kom wat dichterbij"                   | Gene Thomas                | Oscar                     | 13. "#Wontyoustay"     |
| "Vonken en vuur"                       | Clouseau                   | Mia & #LikeMe Cast        | 13. "#Wontyoustay"     |

### Lijst van liedjes in#LikeMereeks 2 - zomerclips
| Titel              | Originele artiest          | Uitgevoerd door                        | Jaar |
| ------------------ | -------------------------- | -------------------------------------- | ---- |
| "Vlaanderen boven" | Raymond van het Groenewoud | Mia, Louise, Jules, Oscar, Raoul & Sem | 2025 |